# Эдеагус

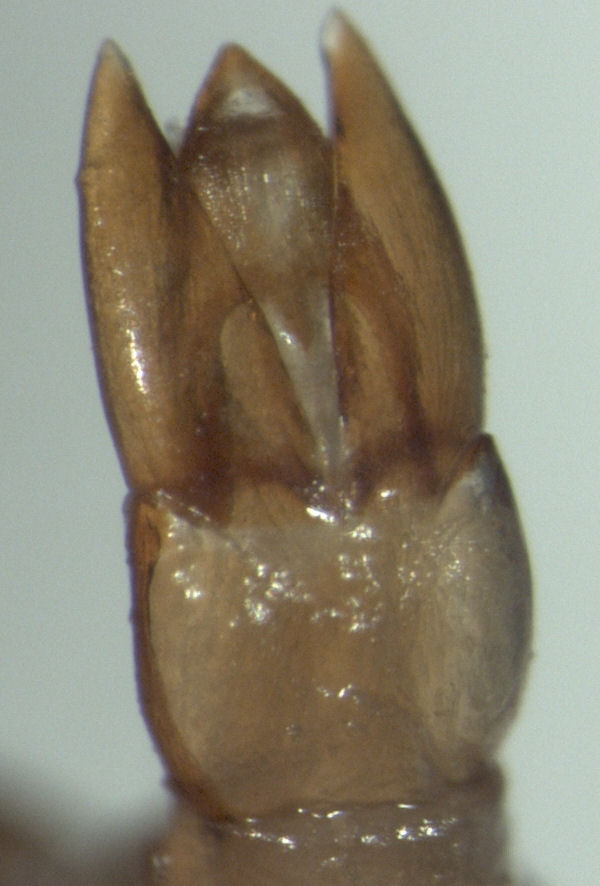
Эдеагус самца Tormissus linsi (семейство жуков-водолюбов)

Эдеагус (лат. aedeagus) — копулятивный орган самца насекомого.

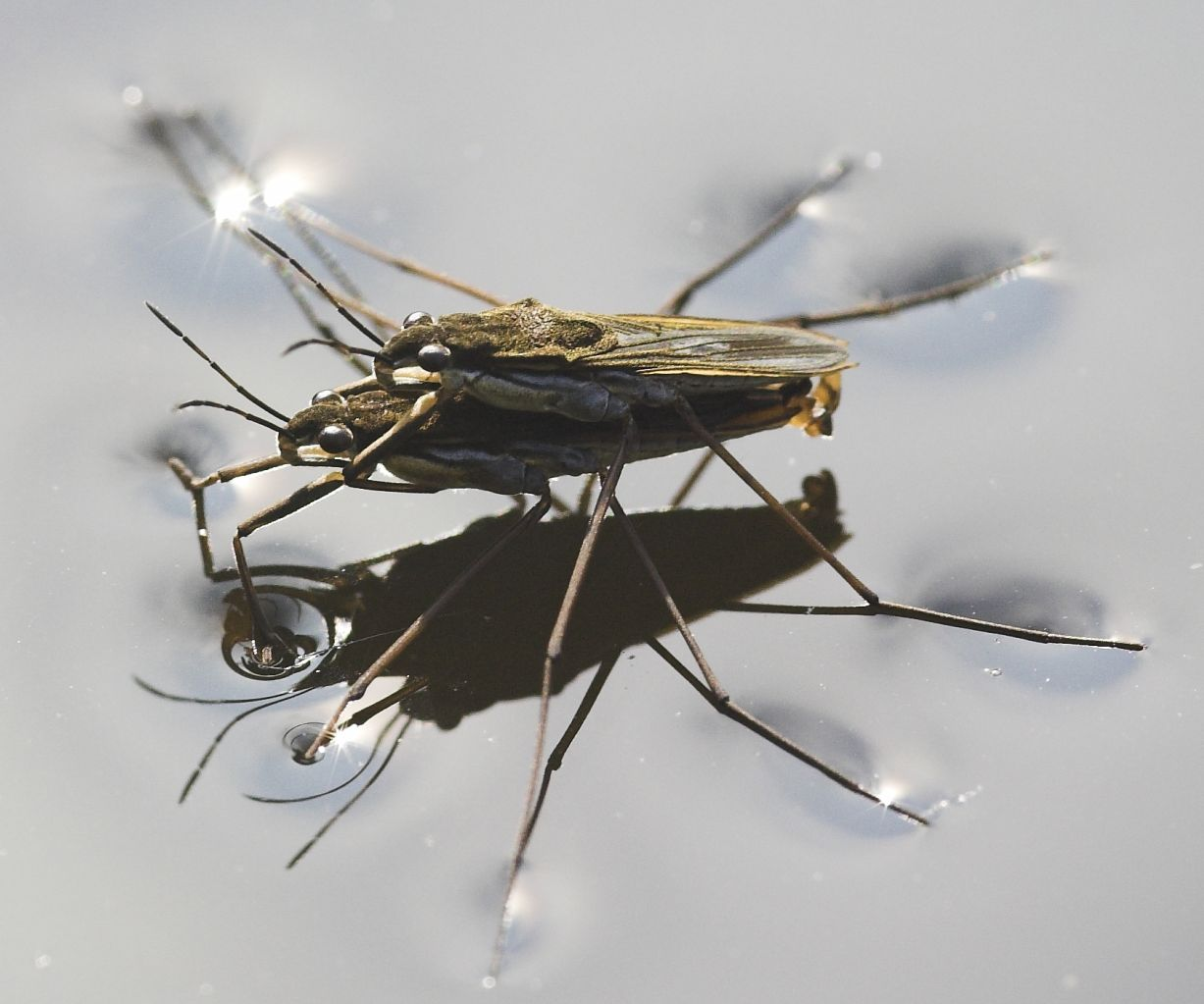
Спаривающиеся водомерки. Виден эдеагус, отходящий от брюшка самца (сверху)

На вершине эдеагуса расположено половое отверстие, которым открывается семяизвергательный канал. У большинства насекомых самец во время спаривания вводит эдеагус непосредственно в совокупительную сумку или семяприёмник самки. Исключение составляют первичнобескрылые насекомые, у которых самцы прикрепляют сперматофоры или капли спермы к грунту или растениям, лишь после чего их захватывают самки.
Эдеагус хорошо развит у самцов практически всех видов насекомых, некоторая его редукция наблюдается лишь у некоторых видов веснянок и эмбий.